# المركز (مولاي عيسى بن إدريس)
المركز هي إحدى مشيخات المملكة المغربية، تتبع جغرافيا لإقليم أزيلال وإداريًا لمولاي عيسى بن إدريس. يقدر عدد سكانها بـ 29421 نسمة حسب الإحصاء الرسمي للسكان والسكنى لسنة 2004.